# Hodinová věž (Potštát)
Hodinová věž, nazývaná také Hláska, se nachází na Bočkově náměstí v Potštátu v okrese Přerov v Olomouckém kraji. Hodinová věž je asi nejstarší památkou a je čtyř patrovou dominantou města Potštát. Věž je památkově chráněna a je neobvyklou, původně renesanční stavbou, která byla později barokně upravena. Věž byla původně městská hláska, která byla vystavěna kolem roku 1700 na starším objektu části městského pivovaru přibližně z roku 1388. Protože na blízkém kostele svatého Bartoloměje nebyly umístěny hodiny, tak byla postavena tato Hodinová věž. Hodinová věž je veřejnosti nepřístupná. V noci je dobře nasvícená a z dálky dobře viditelná.

## Další informace
Na bočkově náměstí se nachází také kříž se dvěma barokními sochami, barokní socha svatého Floriána, pozdně barokní kašna a barokní morový sloup s pěti sochami svatých.

## Galerie

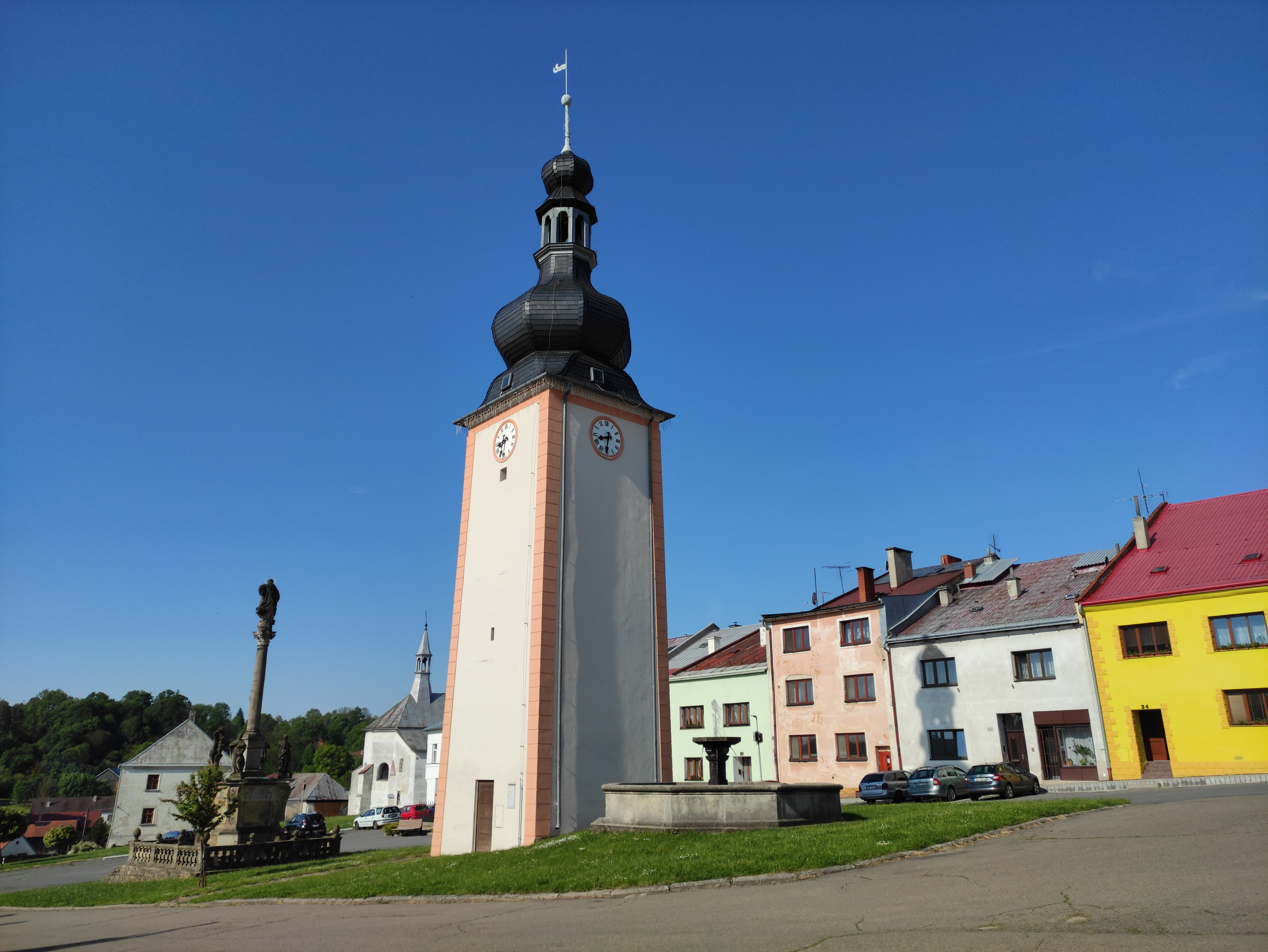
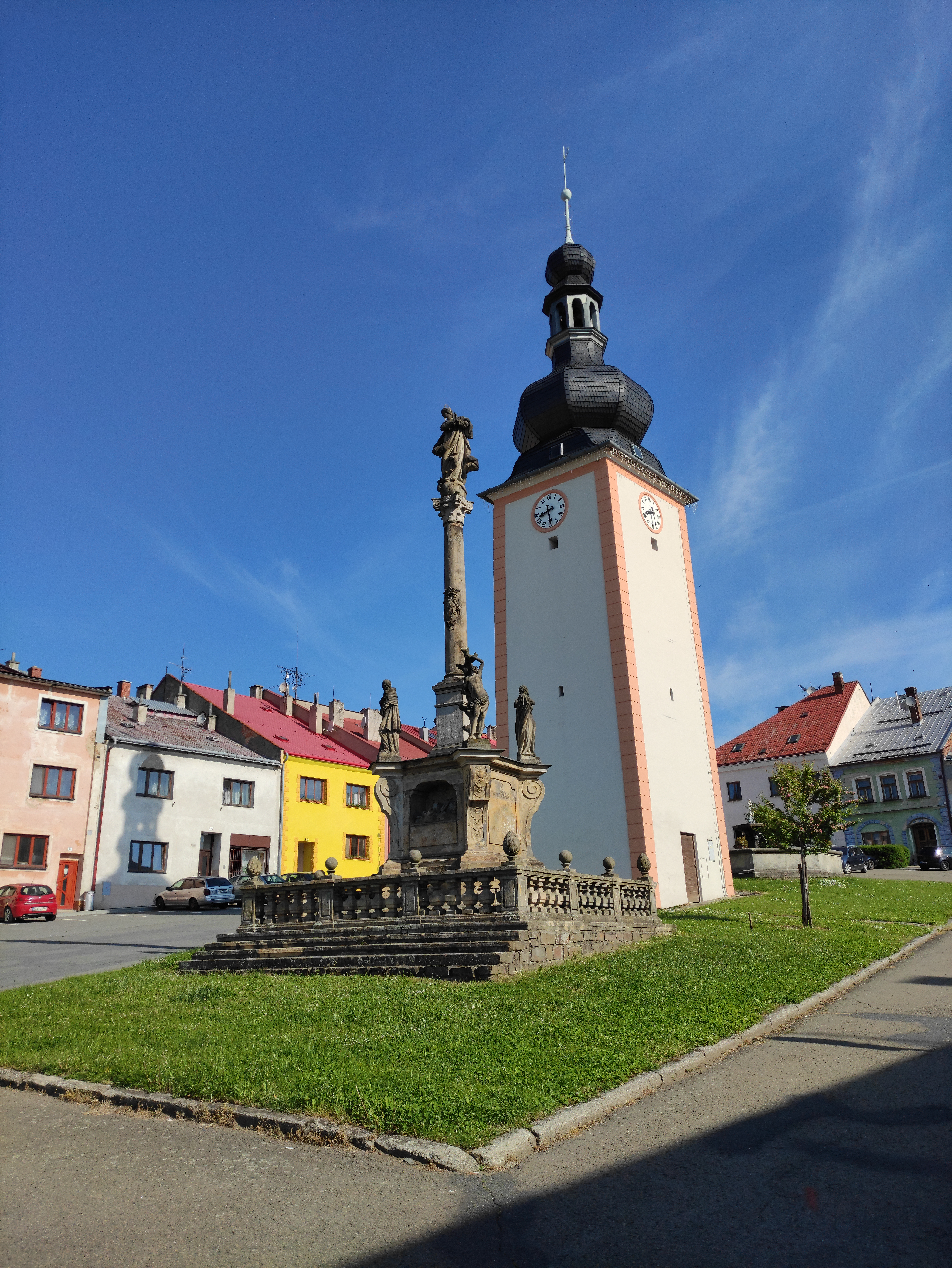